# ITA2 (karakterkódolás)
Az ITA2 egy karakterkódolási eljárás, melyet távírók, és kezdetben számítógépek is használtak.
Szinte az összes 20. századi távírógép a Western Union kódját, az ITA2-t vagy annak variánsait használta. A rádióamatőrök helytelenül „Baudot”-nak nevezik az ITA2-t és variánsait, sőt még az Amerikai Rádiórelé Liga Amatőr Rádió Kézikönyve is így tesz, bár az újabb kiadásokban a kódtáblázatok helyesen azonosítják ITA2-ként. Az ITA2 a Baudotnak egy továbbfejlesztett változata.

## Története
1932-ben a CCITT bevezette a 2. számú Nemzetközi Távíró Ábécét (ITA2) nemzetközi szabványként, amely a Western Union kódon alapult, néhány kisebb módosítással. Az Egyesült Államok az ITA2 egy verzióját, az American Teletypewriter kódot (US TTY) használta szabványosításként, amely az 5 bites távíró kódok alapjául szolgált a 7 bites ASCII 1963-as megjelenéséig.
Az ITA2-t továbbra is használják siketeknek szánt telekommunikációs eszközökben (TDD), Telexben és néhány amatőr rádióalkalmazásban, például az RTTY-ben. Az ITA2-t alkalmazzák az Enhanced Broadcast Solutionban is, amely egy, a 21. század eleji pénzügyi protokoll, amelyet a Deutsche Börse határozott meg a karakterkódolási lábnyom csökkentése érdekében.

## Az ITA2 kódtábla felépítése
| Impulse patterns (1=mark, 0=space) | Impulse patterns (1=mark, 0=space) | Impulse patterns (1=mark, 0=space) | Letter shift                      | Letter shift                      | Figure shift                             | Figure shift                             | Figure shift                             |
| LSB on right; 543·21               | LSB on left; 12·345                | 1-esek                             | ITA2 standard                     | Russian MTK-2 variant             | Russian MTK-2 variant                    | ITA2 standard                            | US TTY variant                           |
| ---------------------------------- | ---------------------------------- | ---------------------------------- | --------------------------------- | --------------------------------- | ---------------------------------------- | ---------------------------------------- | ---------------------------------------- |
| 000·00                             | 00·000                             | 0                                  | Null                              | Null                              | Shift to Russian Letters (RS)            | Null                                     | Null                                     |
| 010·00                             | 00·010                             | 1                                  | Carriage return                   | Carriage return                   | Carriage return                          | Carriage return                          | Carriage return                          |
| 000·10                             | 01·000                             | 1                                  | Line feed                         | Line feed                         | Line feed                                | Line feed                                | Line feed                                |
| 001·00                             | 00·100                             | 1                                  | Space                             | Space                             | Space                                    | Space                                    | Space                                    |
| 101·11                             | 11·101                             | 4                                  | Q                                 | Я                                 | 1                                        | 1                                        | 1                                        |
| 100·11                             | 11·001                             | 3                                  | W                                 | В                                 | 2                                        | 2                                        | 2                                        |
| 000·01                             | 10·000                             | 1                                  | E                                 | Е                                 | 3                                        | 3                                        | 3                                        |
| 010·10                             | 01·010                             | 2                                  | R                                 | Р                                 | 4, Ч                                     | 4                                        | 4                                        |
| 100·00                             | 00·001                             | 1                                  | T                                 | Т                                 | 5                                        | 5                                        | 5                                        |
| 101·01                             | 10·101                             | 3                                  | Y                                 | Ы                                 | 6                                        | 6                                        | 6                                        |
| 001·11                             | 11·100                             | 3                                  | U                                 | У                                 | 7                                        | 7                                        | 7                                        |
| 001·10                             | 01·100                             | 2                                  | I                                 | И                                 | 8                                        | 8                                        | 8                                        |
| 110·00                             | 00·011                             | 2                                  | O                                 | О                                 | 9                                        | 9                                        | 9                                        |
| 101·10                             | 01·101                             | 3                                  | P                                 | П                                 | 0                                        | 0                                        | 0                                        |
| 000·11                             | 11·000                             | 2                                  | A                                 | А                                 | –                                        | –                                        | –                                        |
| 001·01                             | 10·100                             | 2                                  | S                                 | С                                 | '                                        | '                                        | Bell                                     |
| 010·01                             | 10·010                             | 2                                  | D                                 | Д                                 | WRU?                                     | WRU?                                     | $                                        |
| 011·01                             | 10·110                             | 3                                  | F                                 | Ф                                 | Э                                        | !                                        | !                                        |
| 110·10                             | 01·011                             | 3                                  | G                                 | Г                                 | Ш                                        | &                                        | &                                        |
| 101·00                             | 00·101                             | 2                                  | H                                 | Х                                 | Щ                                        | £                                        | #                                        |
| 010·11                             | 11·010                             | 3                                  | J                                 | Й                                 | Ю, Bell                                  | Bell                                     | '                                        |
| 011·11                             | 11·110                             | 4                                  | K                                 | К                                 | (                                        | (                                        | (                                        |
| 100·10                             | 01·001                             | 2                                  | L                                 | Л                                 | )                                        | )                                        | )                                        |
| 100·01                             | 10·001                             | 2                                  | Z                                 | З                                 | +                                        | +                                        | "                                        |
| 111·01                             | 10·111                             | 4                                  | X                                 | Ь                                 | /                                        | /                                        | /                                        |
| 011·10                             | 01·110                             | 3                                  | C                                 | Ц                                 | :                                        | :                                        | :                                        |
| 111·10                             | 01·111                             | 4                                  | V                                 | Ж                                 | =                                        | =                                        | ;                                        |
| 110·01                             | 10·011                             | 3                                  | B                                 | Б                                 | ?                                        | ?                                        | ?                                        |
| 011·00                             | 00·110                             | 2                                  | N                                 | Н                                 | ,                                        | ,                                        | ,                                        |
| 111·00                             | 00·111                             | 3                                  | M                                 | М                                 | .                                        | .                                        | .                                        |
| 110·11                             | 11·011                             | 4                                  | Shift to Figures (FS)             | Shift to Figures (FS)             | Reserved for figures extension           | Reserved for figures extension           | Reserved for figures extension           |
| 111·11                             | 11·111                             | 5                                  | Reserved for lettercase extension | Reserved for lettercase extension | Shift to Letters (LS) / Erasure / Delete | Shift to Letters (LS) / Erasure / Delete | Shift to Letters (LS) / Erasure / Delete |

A Nullhoz rendelt kódpozíciót valójában csak a telexgépek tétlen állapotához használták. Hosszú tétlenségi időszakok alatt az impulzussebesség nem volt szinkronizálva a két eszköz között (amelyek akár kikapcsolva is lehettek, vagy nem voltak állandóan összekapcsolva a kommutált telefonvonalakon).
Egy üzenet elindításához először kalibrálni kellett az impulzussebességet, egy rendszeresen időzített "jel" impulzusok sorozatát (1), egy öt impulzusból álló csoporttal, amelyet egyszerű passzív elektronikus eszközök is érzékelhettek a telexgép bekapcsolásához. Ez az impulzussorozat egy sor törlés/törlés karaktert generált, miközben a vevő állapotát betűeltolás módba is inicializálta. Az első impulzus azonban elveszhetett, így ez a bekapcsolási eljárás egyetlen törlés/törlés karakterrel leállítható volt. Az eszközök közötti szinkronizáció megőrzése érdekében a Null kódot nem lehetett tetszőlegesen használni az üzenetek közepén (ez a kezdeti Baudot-rendszer fejlesztése volt, ahol a szóközöket nem különböztették meg explicit módon, így nehéz volt karbantartani az ismétlődő szóközök impulzusszámlálóit a telexgépeken). De ezután bármikor lehetséges volt az eszközök újraszinkronizálása egy Null kód elküldésével az üzenet közepén (közvetlenül ezt követte egy Erasure/Delete/LS vezérlő, ha egy betű követte, vagy egy FS vezérlő, ha egy számjegy). A Null vezérlők küldése nem okozta a papírszalag következő sorba lépését (mivel semmi sem volt lyukasztva), így értékes hosszúságú lyukasztható papírszalagot takarított meg. Másrészt a Erasure/Delete/LS vezérlőkód mindig lyukasztásra került, és mindig a (kezdeti) betűk módba váltott. Egyes források szerint a Null kódpont csak országon belüli használatra volt fenntartva.
A Shift to Letters (LS) kód használható lyukszalagon lévő szöveg visszavonására/törlésére is az olvasás után, lehetővé téve az üzenet biztonságos megsemmisítését a lyukszalag eldobása előtt. Funkcionálisan ugyanazt a kitöltő szerepet is betöltheti, mint a Delete kód az ASCII-ben (vagy más 7 és 8 bites kódolásokban, beleértve az EBCDIC-t a lyukkártyákhoz). Miután egy szövegrészletben lévő kódokat tetszőleges számú LS kóddal helyettesítettük, a következő továbbra is megőrződik és dekódolható. Kezdeményezőként is használható annak biztosítására, hogy az első kód dekódolása ne adjon vissza számjegyet vagy más szimbólumot az ábraoldalról (mivel a Null kód tetszőlegesen beilleszthető a lyukszalag végéhez vagy elejéhez, és figyelmen kívül kell hagyni, míg a Space kódnak szövegbeli jelentése van).
A kiterjesztések számára fenntartottként megjelölt cellák (amelyek az LS kódot másodszor is használják – közvetlenül az első LS kód után – a számok oldaláról a betűk váltási oldalára való váltáshoz) úgy lettek definiálva, hogy új módba váltsanak. Ebben az új módban a betűk oldala csak kisbetűket tartalmaz, de továbbra is hozzáfér egy harmadik kódlaphoz a nagybetűkhöz, akár egyetlen betű kódolásával (az LS kód elküldésével a betű előtt), akár korlátlan számú nagybetű vagy számjegy zárolásával (FS+LS-sel), mielőtt feloldaná a zárolást (egyetlen LS-sel), hogy visszatérjen a kisbetűs módba. A „Fenntartott” jelölésű cella (a számok váltási oldaláról származó FS kód használatával) a számok oldalának (amely általában számjegyeket és nemzeti kisbetűket vagy szimbólumokat tartalmaz) egy negyedik oldalra (ahol a nemzeti betűk nagybetűk, és más szimbólumok is kódolhatók) való átváltására is használható.

## ITA2 kódtábla változatok

#### ITA 2 és US-TTY
|    | 0   | 1 | 2  | 3 | 4  | 5 | 6 | 7 | 8  | 9 | A | B    | C | D | E | F        |
| -- | --- | - | -- | - | -- | - | - | - | -- | - | - | ---- | - | - | - | -------- |
| 0x | NUL | E | LF | A | SP | S | I | U | CR | D | R | J    | N | F | C | K        |
| 1x | T   | Z | L  | W | H  | Y | P | Q | O  | B | G | FIGS | M | X | V | LTRS/DEL |

|    | 0   | 1 | 2  | 3 | 4  | 5   | 6 | 7 | 8  | 9 | A | B    | C | D | E | F    |
| -- | --- | - | -- | - | -- | --- | - | - | -- | - | - | ---- | - | - | - | ---- |
| 0x | NUL | 3 | LF | − | SP | BEL | 8 | 7 | CR | $ | 4 | '    | , | ! | : | (    |
| 1x | 5   | " | )  | 2 | #  | 6   | 0 | 1 | 9  | ? | & | FIGS | . | / | ; | LTRS |

|    | 0   | 1 | 2  | 3 | 4  | 5 | 6 | 7 | 8  | 9   | A | B    | C | D | E | F    |
| -- | --- | - | -- | - | -- | - | - | - | -- | --- | - | ---- | - | - | - | ---- |
| 0x | NUL | 3 | LF | − | SP | ' | 8 | 7 | CR | ENQ | 4 | BEL  | , | ! | : | (    |
| 1x | 5   | + | )  | 2 | £  | 6 | 0 | 1 | 9  | ?   | & | FIGS | . | / | = | LTRS |